# Tasmania
Tasmania (/tæzˈmeɪniə/) là một bang hải đảo của Thịnh vượng chung Úc, nằm cách 240 kilômét (150 mi) về phía nam của Úc đại lục, tách biệt qua eo biển Bass. Bang gồm có đảo Tasmania rộng lớn thứ 26 trên thế giới, và 334 đảo xung quanh. Dân số bang là 535.500 tính đến  tháng 9 năm 2019, gần một nửa trong đó cư trú tại khu vực đại đô thị bao quanh thủ phủ và thành phố lớn nhất của bang là Hobart.
Tasmania có diện tích 68.401 kilômét vuông (26.410 dặm vuông Anh), trong đó đảo chính rộng 64.519 kilômét vuông (24.911 dặm vuông Anh). Tasmania được đề xướng như là một bang tự nhiên; gần 45% lãnh thổ Tasmania nằm trong các khu vực bảo tổn, công viên quốc gia và các di sản thế giới Tasmania hiện đại được Đế quốc Anh thành lập với tên gọi là Đất Van Diemen, song người bản địa Tasmania cư trú tại đây từ 40.000 năm trước. Năm 1856, lãnh thổ này trở thành một thuộc địa tự quản và được đổi tên thành Tasmania, và đến năm 1901 thì tham gia liên bang hóa Úc.
Điểm lãnh thổ cực bắc của bang Tasmania là đảo Boundary trên eo biển Bass, song chia sẻ đảo này với bang Victoria. Đảo Macquarie cận Nam Cực và các đảo xung quanh cũng thuộc thẩm quyền hành chính của Tasmania. Quần đảo Bishop and Clerk cách khoảng 37 km về phía nam của đảo Macquarie, là điểm lãnh thổ cực bắc của bang Tasmania, và là lãnh thổ cực nam được quốc tế công nhận của Úc......

## Tài nguyên
Bang được đặt theo họ của nhà thám hiểm người Hà Lan Abel Tasman, ông là người châu Âu đầu tiên được ghi nhận là trông thấy đảo. Tasman định danh đảo là "Đất Anthony van Diemen" theo tên người bảo trợ cho mình là Toàn quyền Đông Ấn Hà Lan Anthony van Diemen. Tên gọi sau đó được người Anh giản hóa thành Đất Van Diemen. Ngày 1 tháng 1 năm 1856, Lãnh thổ chính thức được đổi tên thành Tasmania nhằm vinh danh người châu Âu đầu tiên khám phá.
Tasmania đôi khi được gọi là "Dervon" như được đề cập trong "Jerilderie Letter" của thảo khấu nổi tiếng người Úc Ned Kelly vào năm 1879. Từ thông tục để gọi bang là "Tassie". Tasmania cũng được giản hóa thông tục thành "Tas", đặc biệt là khi sử dụng trong tên doanh nghiệp hay địa chỉ trang tin. TAS cũng là viết tắt bưu chính Úc cho bang.
Tên gọi Tasmania trong ngôn ngữ hồi sinh Palawa kani là "Lutriwita".

## Lịch sử

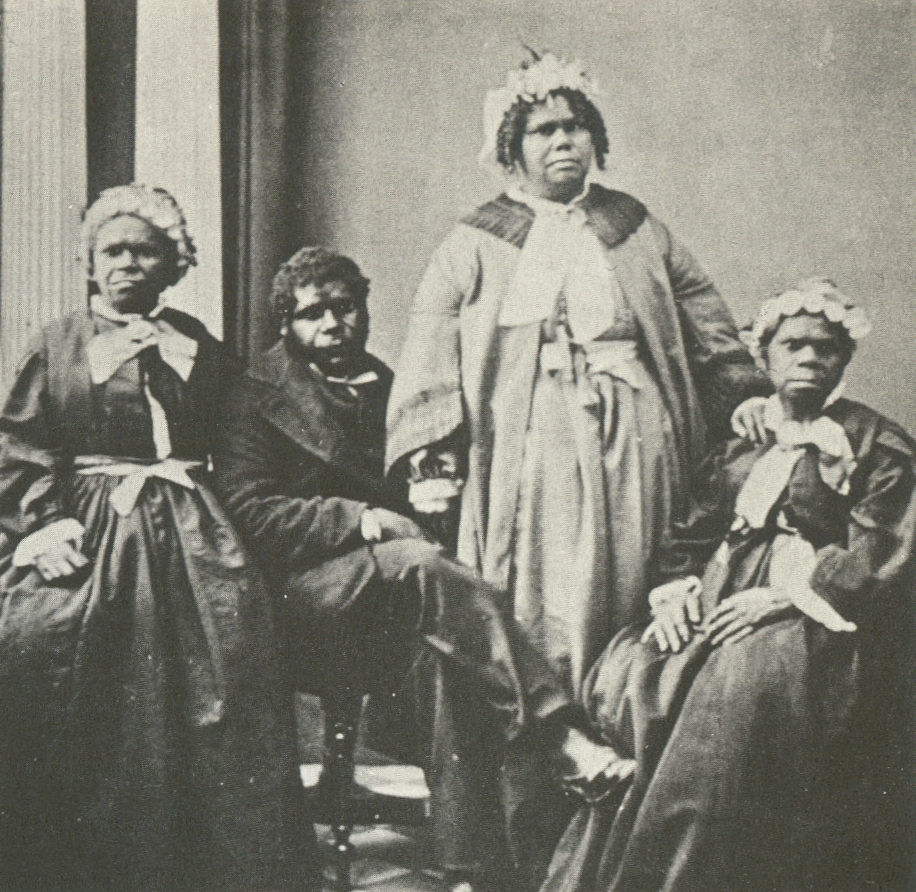
Ảnh bốn người bản địa Tasmania thuần chủng cuối cùng vào khoảng thập niên 1860. Truganini, là người cuối cùng còn sống, ngồi ở ngoài cùng bên phải.

Những cư dân đầu tiên tại Tasmania là người bản địa Tasmania. Bằng chứng biểu thị họ hiện diện trong khu vực, mà sau đó trở thành một đảo, ít nhất là từ 35.000 năm trước. Mực nước biển dâng chia cắt Tasmania khỏi Úc đại lục vào khoảng 10.000 năm trước.
Đến thời điểm có giao thiệp với người châu Âu, cư dân bản địa tại Tasmania có chín dân tộc chính. Tại thời điểm người Anh chiếm đóng và thuộc địa hóa vào năm 1803, dân số bản địa ước tính là từ 5.000 đến 10.000 người. Do lan truyền các bệnh truyền nhiễm mà họ không có sự miễn dịch, chiến tranh, ngược đãi và hôn nhân dị chủng, dân số giảm xuống 300 vào năm 1833. Hầu như toàn bộ cư dân bản địa bị George Augustus Robinson cho chuyển tới đảo Flinders.
Nhà thám hiểm người Hà Lan Abel Tasman là người châu Âu đầu tiên được ghi nhận là trông thấy Tasmania, đó là ngày 24 tháng 11 năm 1642, và ông đổ bộ lên nơi mà nay là vịnh Blakmans. Năm 1773, Tobias Furneaux trở thành người Anh đầu tiên đổ bộ lên Tasmania tại vịnh Adventure. Một đoàn thám hiểm của Pháp do Marc-Joseph Marion du Fresne dẫn đầu cũng đổ bộ tại vịnh Blackman vào năm 1772.
Thuyền trưởng James Cook đổ bộ tại vịnh Adventure vào năm 1777, cùng với William Bligh trẻ tuổi. Bligh trở lại vào năm 1788 (HMS Bounty) và một lần nữa vào năm 1792 (HMS Providence), cùng với Matthew Flinders trẻ tuổi. Matthew Flinders và George Bass lần đầu tiên chứng minh Tasmania là một đảo vào năm 1798–99.

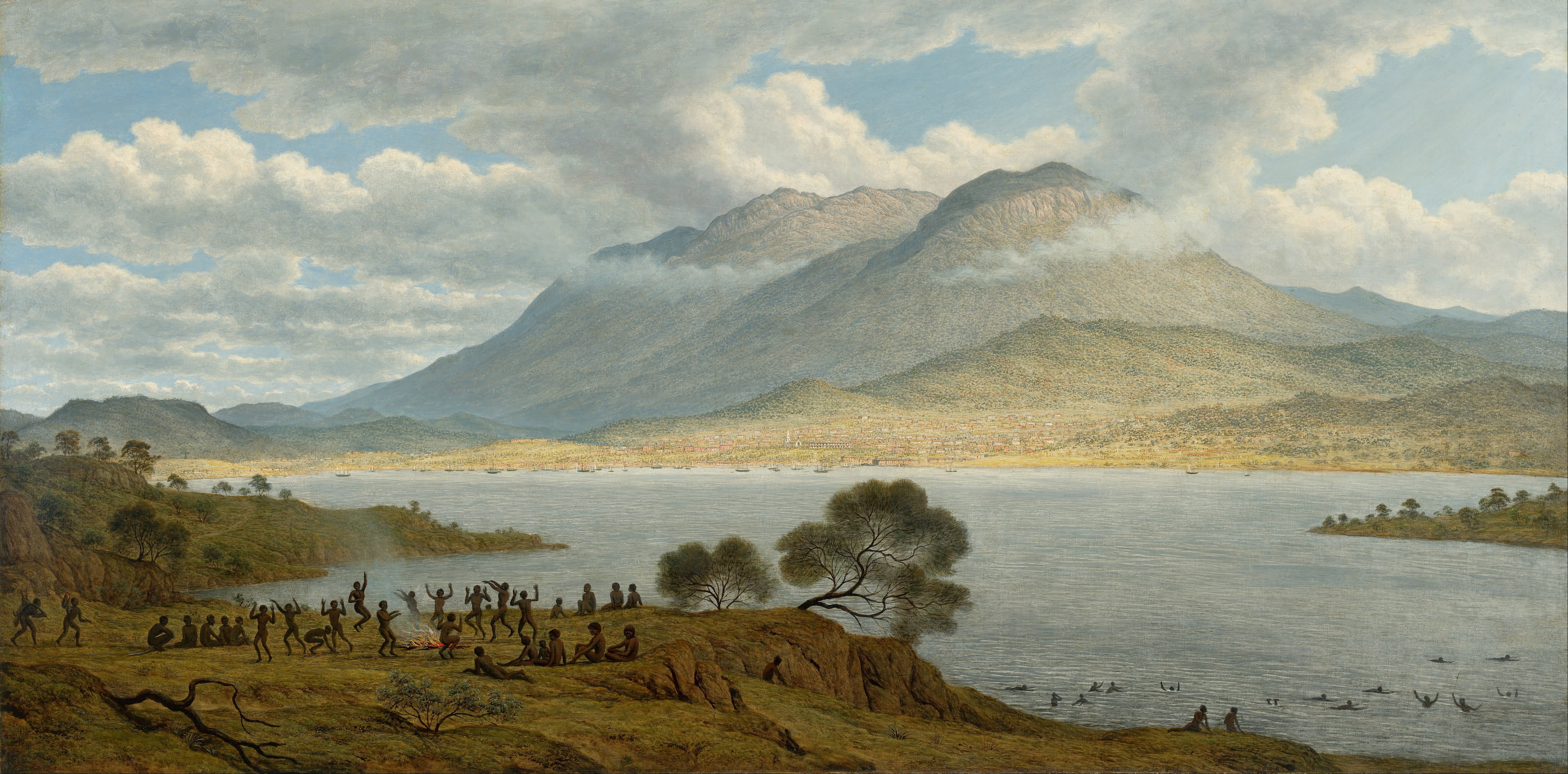
Núi Wellington và Hobart từ đỉnh Kangaroo, khoảng năm 1834

Năm 1800, người Pháp phái một đoàn thám hiểm do Baudin lãnh đạo nhằm khám phá đại dương phương nam. Có nghi ngờ rằng mục đích của đoàn thám hiểm là nỗ lực thiết lập một thuộc địa của Pháp trên bờ biển của New Holland. Nhằm đối phó, Lady Nelson và tàu đánh cá voi Albion dưới quyền John Bowen khởi hành từ Port Jackson vào ngày 31 tháng 8 năm 1803. Bowen đến trên Derwent vào Chủ Nhật, 12 tháng 9 năm 1803, tại Albion. Lady Nelson đến vào ngày 7 tháng 9. 12 tháng 9 được cho là sinh nhật của thuộc địa Tasmania. Bowen chọn vịnh Risdon trên bờ của Derwent cách vài dặm phía trên Hobart. Trong số những người định cư, có 21 nam tù nhân và một quản giáo và ba nữ giới, ngoài ra còn có các sĩ quan và hai người định cư tự do. Khoảng hai tháng sau đó, dân số thuộc địa tăng lên 100 người. Một khu định cư thay thế được David Collins cho thiết lập nằm cách 5 kilômét (3,1 mi) về phía nam vào năm 1804 tại vịnh Sullivans bên bờ tây của Derwent, nơi này có nguồn nước sạch phong phú hơn. Khu định cư sau này trở thành thị trấn Hobart hay Hobarton, sau giản hóa thành Hobart, theo họ của Bộ trưởng Thuộc địa Anh là Bá tước Robert Hobart. Khu định cư tại Risdon sau đó bị bỏ hoang.
Những người định cư ban đầu hầu hết là tù nhân và các cảnh vệ quân sự, với nhiệm vụ phát triển nông nghiệp và các ngành khác. Một số khu định cư có cơ sở tù nhân khác được thiết lập tại Đất Van Diemen, gồm các nhà tù thứ cấp đặc biệt là các thuộc địa hình sự khắc nghiệt tại Port Arthur thuộc đông nam và Macquarie Harbour tại bờ biển phía tây. Đất Van Diemen được tuyên bố là một thuộc địa riêng biệt từ New South Wales, với tòa án và hội đồng lập pháp riêng, vào ngày 3 tháng 12 năm 1825.

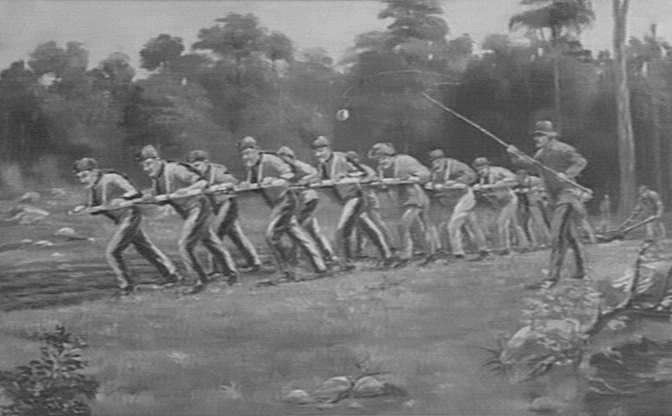
Một đội tù nhân cày bừa tại nông trại – Port Arthur

Hội đồng Lập pháp Đất Van Diemen soạn thảo một hiến pháp mới mà họ thông qua vào năm 1854, và được Nữ hoàng Victoria ngự chuẩn vào năm 1855. Cũng trong năm đó, Xu mật viện phê chuẩn đổi tên thuộc địa từ "Đất Van Diemen" sang "Tasmania", và đến năm 1856, lưỡng viện nghị viện mới được bầu nhóm họp lần đầu tiên, chế định Tasmania là một thuộc địa tự quản của Đế quốc Anh.
Thuộc địa chịu tổn thất do các biến động kinh tế, song hầu hết các lĩnh vực vẫn hưng thịnh, trải qua tăng trưởng ổn định. Do ít có đe dọa từ bên ngoài và có các liên kết mậu dịch vững chắc với Đế quốc, Thuộc địa Tasmania trải qua nhiều giai đoạn thành công vào cuối thế kỷ 19, trở thành một trung tâm thế giới về đóng tàu. Thuộc địa gây dựng một lực lượng phòng thủ địa phương, và cuối cùng đóng một vai trò quan trọng trong Chiến tranh Boer lần thứ hai tại Nam Phi, và các binh sĩ Tasmania trong xung đột này giành hai Huân chương Chữ thập Victoria đầu tiên cho người Úc. Nhân dân Tasmania bỏ phiếu tán thành liên bang hóa với các thuộc địa tại Úc đại lục, và đến ngày 1 tháng 1 năm 1901 thì Tasmania trở thành một bang của Úc.
Bang chịu tác động tiêu cực từ các vụ hỏa hoạn năm 1967, tai họa này gây tổn thất lớn về nhân mạng và tài sản. Trong thập niên 1970, chính phủ bang công bố các kế hoạch nhằm làm ngập nước hồ Pedder có ý nghĩa trọng đại về phương diện môi trường. Năm 1975, cầu Tasman sập do bị phà chở quặng MV Lake Illawarra đâm vào, khiến việc vượt sông Derwent tại Hobart hầu như bất khả thi. Toàn quốc và quốc tế chú ý đến chiến dịch chống đập Franklin vào đầu thập niên 1980.
Ngày 28 tháng 4 năm 1996, tay súng Martin Bryant xả súng tại Tasmania làm thiệt mạng 35 người và làm bị thương 21 người khác. Việc sử dụng vũ khí lập tức được tái xét, và luật sở hữu súng mới được thông qua trên toàn quốc, luật của Tasmania nằm vào hàng nghiêm khắc nhất tại Úc.

## Chính phủ

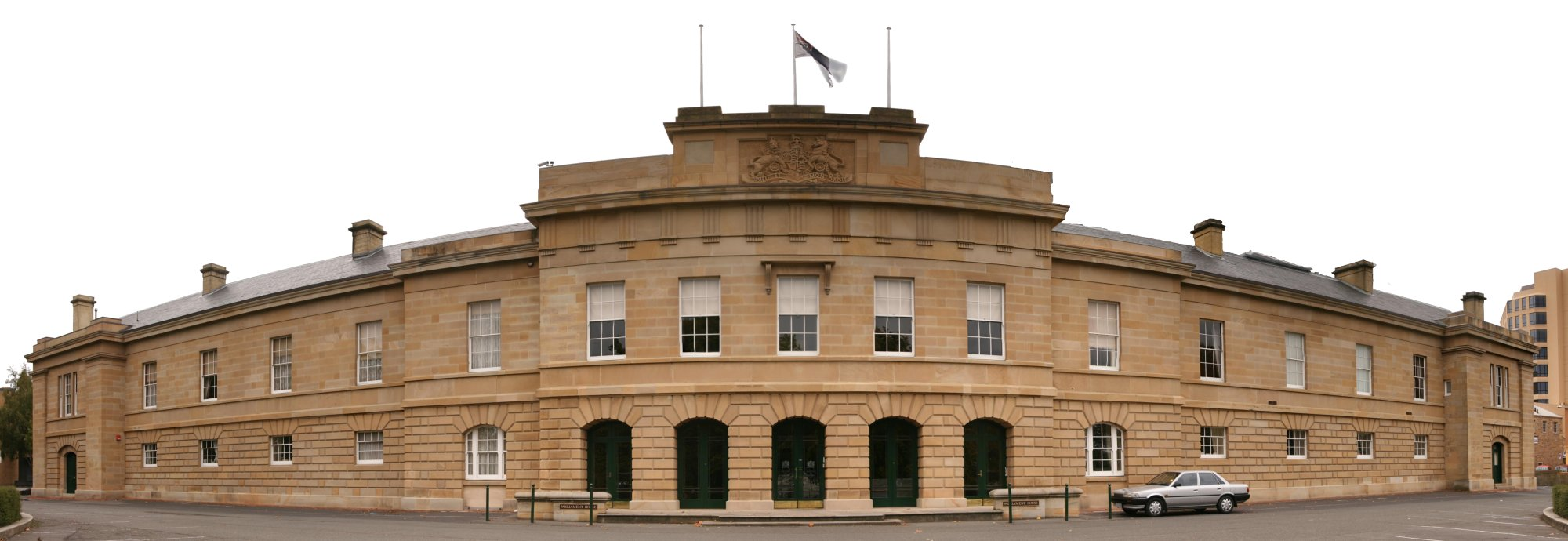
Tòa nhà Nghị viện tại Hobart.

Hình thức chính phủ Tasmania được quy định trong hiến pháp bang, thứ có niên đại từ năm 1856, song được sửa đổi khá nhiều kể từ đó. Từ năm 1901, Tasmania trở thành một bang của Thịnh vượng chung Úc, và Hiến pháp Úc quy định quan hệ của Tasmania với Thịnh vượng chung và quy định những quyền lực mà mỗi cấp chính quyền được trao.
Tasmania có 12 thượng nghị sĩ trong Thượng viện Úc dựa trên một cơ sở bình đẳng đối với mọi bang. Tại Hạ viện Úc, Tasmania được trao năm ghế, đây là phân bổ tối thiểu cho một bang được Hiến pháp đảm bảo, về tổng thể thì số ghế cho mỗi bang tại Hạ viện Úc được quyết định trên cơ sở dân số, và Tasmania chưa bao giờ có thể đạt được năm ghế nếu chỉ theo tiêu chuẩn này. Hạ viện Tasmania sử dụng một hệ thống đại diện tỷ lệ đa ghế mang tên Hare-Clark.
Tasmania có nhiều khu vực tương đối hoang sơ, có giá trị trên phương diện sinh thái. Các đề xuất về phát triển kinh tế địa phương do đó phải đối diện với các điều kiện mạnh mẽ về tính nhạy cảm môi trường, hoặc bị phản đối hoàn toàn. Đặc biệt, các đề xuất về thủy điện gây tranh luận vào cuối thế kỷ 20. Trong thập niên 1970, phản đối việc xây dựng hồ chứa Pedder dần đến việc thành lập đảng xanh đầu tiên trên thế giới là Tổ chức Tasmania Thống nhất.
Tasmania được chia thành 29 khu vực chính quyền địa phương, các hội đồng địa phương chịu trách nhiệm về các chức năng được Nghị viện Tasmania giao phó, như quy hoạch đô thị, hạ tầng đường bộ và quản lý rác thải. Thu nhập hội đồng chủ yếu đến từ thuế tài sản và chính phủ tài trợ. Giống như Hạ viện Tasmania, các cuộc bầu cử chính quyền địa phương sử dụng một hệ thống đại diện đa số gọi là Hare-Clark.

## Địa lý

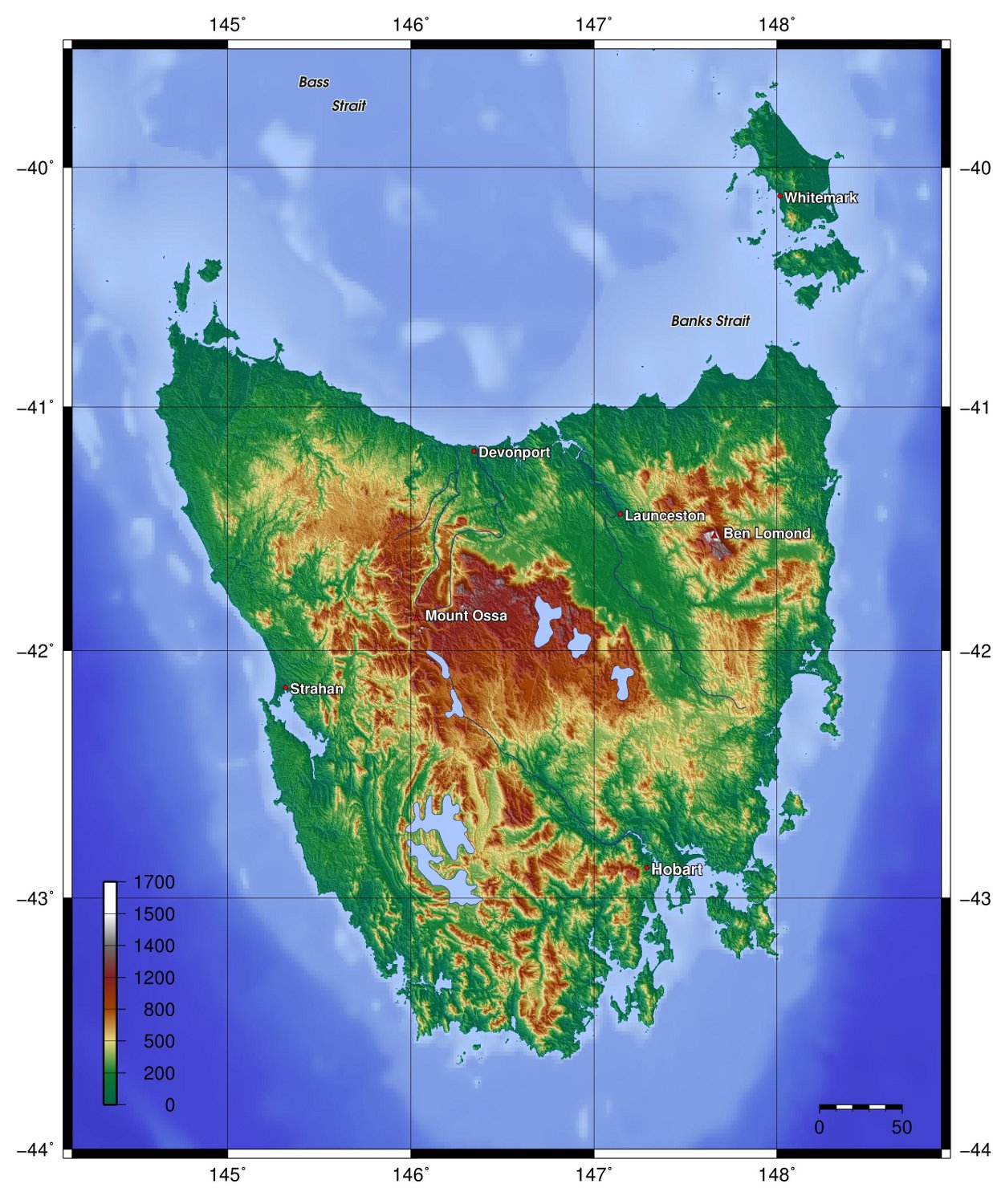
Bản đồ địa hình Tasmania

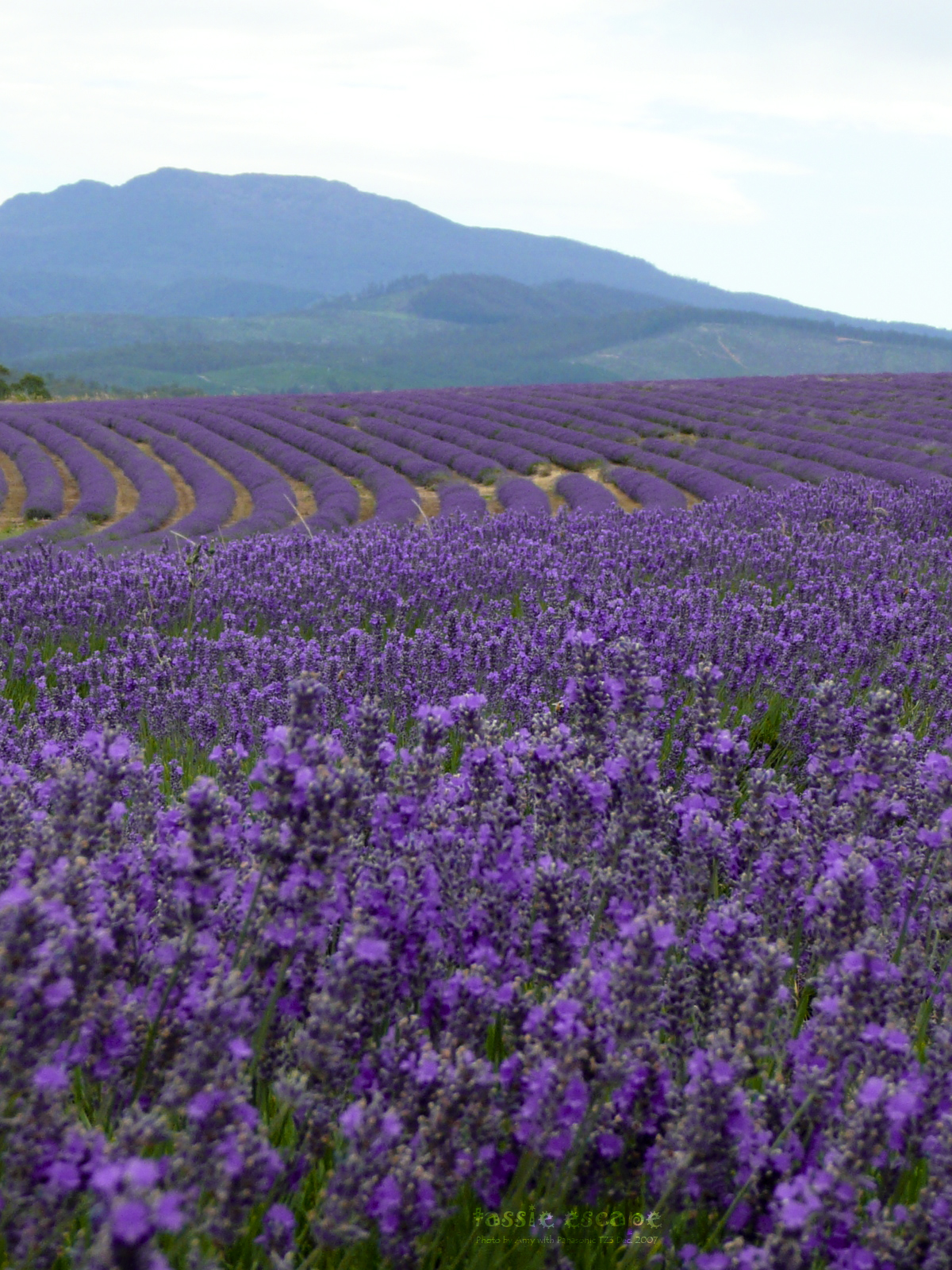
Một cánh đồng oải hương tại Nabowla

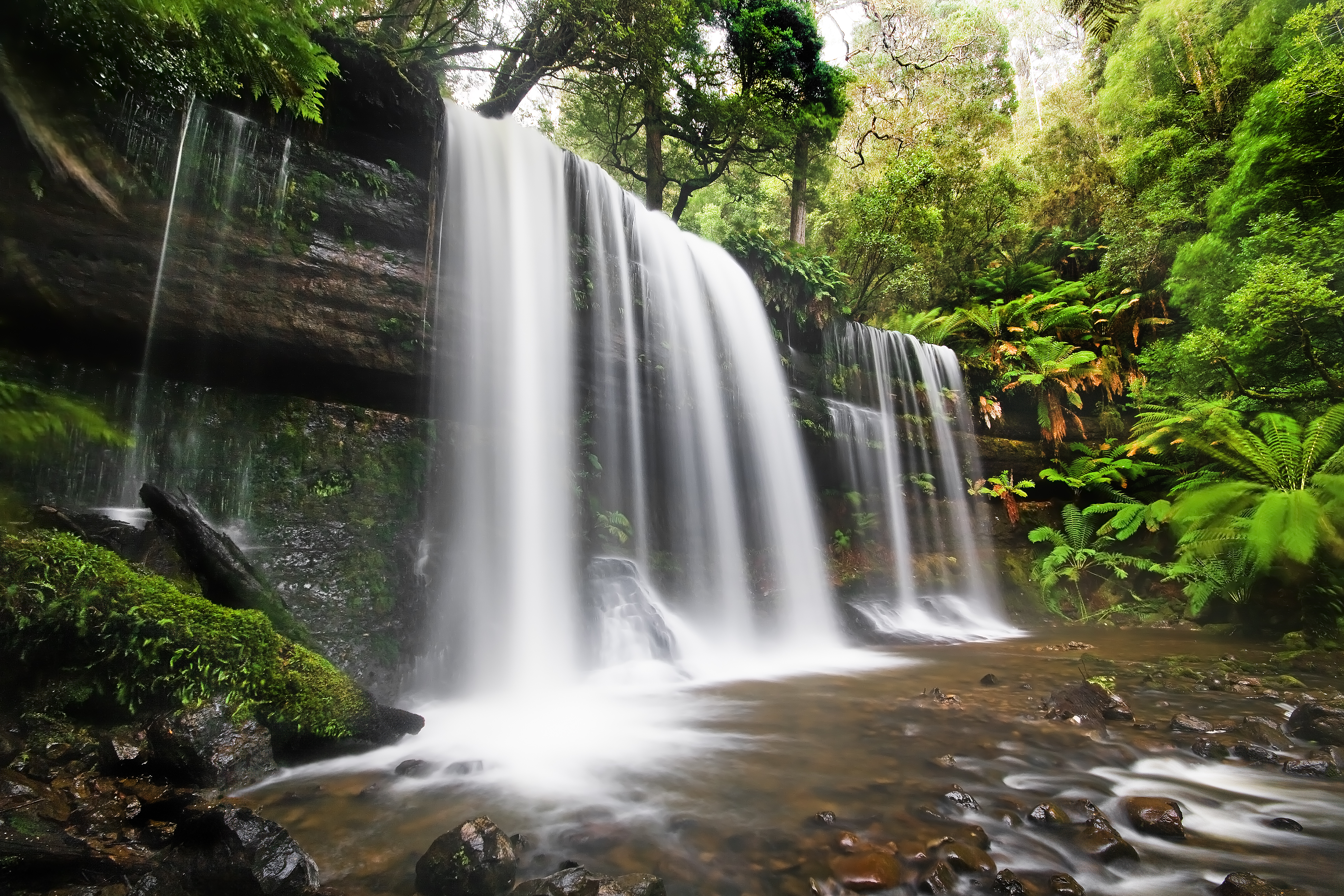
Thác Rusell tại Vườn quốc gia Núi Field

Tasmania có diện tích 68.401 km2 (26.410 dặm vuông Anh), nằm ngay trên đường gió "Gầm thét 40°" quanh địa cầu. Bao quanh đảo là Ấn Độ Dương và Thái Bình Dương, và đảo được tách biệt với Úc đại lục qua eo biển Bass.
Tasmania không có hoạt động núi lửa trong thời gian địa chất gần đây, song có nhiều đỉnh lởm chởm là kết quả từ đóng băng gần đây. Tasmania là bang có địa hình đồi núi nhất tại Úc, nhất là khu vực Central Highlands bao trùm hầu hết phần trung tây của bang. Midlands nằm tại trung đông, có địa hình tương đối bằng phẳng, và chủ yếu được sử dụng cho nông nghiệp, song hoạt động nông nghiệp cũng rải rác khắp bang. Núi cao nhất Tasmania là núi Ossa tại cao độ 1.617 mét (5,305 feet). Núi nằm tại trung tam của công viên quóc gia Cradle Mountain-Lake St Clair. Phần lớn Tasmania vẫn có rừng dày đặc, công viên quốc gia Southwest và khu vực lân cận vẫn còn một số trong các khu rừng mưa ôn đới cuối cùng tại Nam Bán cầu.
Tarkine nằm ở phía tây bắc của đào, là khu vực rừng mưa ôn đới lớn nhất tại Úc với diện tích khoảng 3.800 kilômét vuông (1.500 dặm vuông Anh).
Do địa hình gồ ghề, Tasmania có rất nhiều sông. Một vài trong số các sông dài nhất tại Tasmania bị ngăn đập tại một số điểm để phục vụ thủy điện. Nhiều sông khởi nguyên tại Central Highlands và chảy ra bờ biển. Các trung tâm dân cư lớn của Tasmania chủ yếu nằm tại các cửa sông.
Sông Derwent chảy về phía nam và đến bờ biển tại Hobart; sông Tamar chảy về phía bắc từ Launceston; sông Mersey cũng chảy về phía bắc từ đến bờ biển Tây Bắc tại Devonport, và các sông Franklin và Gordon chảy về phía tây và đến bờ biển tại Strahan. Sông South Esk là sông dài nhất tại Tasmania. Nó khởi nguyên trên những ngọn núi tại Fingal và chảy qua Avoca, Evandale, Longford, Hadspen và cuối cùng là Launceston. Sông bị ngăn do đập Trevallyn tại Launceston và được sử dụng để phát điện phục vụ thành phố. Mặc dù hầu hết nước bị ngăn tại hồ Trevallyn, song một số chảy xuống hẻm núi Cataract rồi trở thành một chi lưu cho cửa sông Tamar, và dòng chảy từ nhà máy điện cũng hợp với sông Tamar tại hạ lưu của Launceston.

### Khí hậu
Tasmania có một khí hậu ôn hòa mát với bốn mùa riêng biệt. Mùa hè kéo dài từ tháng 12 đến tháng 2 khi nhiệt độ nước biển cao nhất trung bình là 21 °C (70 °F) và tại các khu vực nội lục quanh Launceston đến 24 °C (75 °F). Các khu vực nội lục khác thì mát hơn, trong đó Liawenee nằm tại Central Plateau là một trong những nơi lạnh nhất tại Úc, nhiệt dao động từ 4 °C (39 °F) đến 17 °C (63 °F) trong tháng 2. Mùa thu kéo dài từ tháng 3 đến tháng 5 và trải qua biến đổi thời tiết, khi mô hình mùa hè dần nhường chỗ cho mô hình mùa đông.
Mùa đông kéo dài từ tháng 6 đến tháng 8 và thường là mưa nhiều và mát nhất trong năm, với hầu hết các khu vực nằm trên cao có tuyết rơi đáng kể. Nhiệt độ mùa đông cao nhất trung bình là 12 °C (54 °F) dọc theo các khu vực bờ biển và 3 °C (37 °F) tại cao nguyên trung tâm, là kết quả từ một loạt front lạnh từ Nam Đại Dương. Khu vực nội lục bị đóng băng thường xuyên trong suốt các tháng mùa đông. Mùa xuân là thời kỳ chuyển đổi, song tuyết rơi vẫn phổ biến cho đến tháng 10. Mùa xuân thường là giai đoạn nhiều gió nhất trong năm do vào buổi chiều gió biển bắt đầu tác động đến bờ biển.
Mưa tại Tasmania tuân theo một mô hình phức tạp hơn so với trên các lục địa lớn cùng vĩ độ tại Bắc Bán cầu. Ở phía tây, lượng mưa tăng từ khoảng 1.458 milimét (57,4 in) tại Strahan trên bờ biển cho đến 2.690 milimét (106 in) tại Thung lũng Cradle Valley. Tasmania có một mùa đông mưa nhiều, lượng mưa tháng 1 và tháng 2 thường là trung bình chỉ đạt từ 30% đến 40% so với lượng mưa trong tháng 7 và tháng 8, số ngày mưa mỗi năm tại Tasmania cao hơn nhiều so với bất kỳ nơi nào tại Úc đại lục.
Nhiệt độ cao nhất ghi nhận được tại Tasmania là 42,2 °C (108,0 °F) tại Scamander vào ngày 30 tháng 1 năm 2009, trong sóng nhiệt tại đông nam Úc. Nhiệt độ thấp nhất ghi nhận được của Tasmania là −13,0 °C (8,6 °F) vào ngày 30 tháng 6 năm 1983, tại hẻm núi Butlers, Shannon, và Tarraleah.
| Đô thị     | Nhiệt độ thấp nhất trung bình oC | Nhiệt độ cao nhất trung bình oC | Số ngày trời trong | Lượng mưa (mm) |
| ---------- | -------------------------------- | ------------------------------- | ------------------ | -------------- |
| Hobart     | 8,3                              | 16,9                            | 41                 | 616            |
| Launceston | 7,2                              | 18,4                            | 50                 | 666            |
| Devonport  | 8,1                              | 16,8                            | 61                 | 778            |
| Strahan    | 7,9                              | 16,5                            | 41                 | 1.458          |

## Nhân khẩu

Cư dân ước tính từ 1981

Cư dân Tasmania thuần nhất khác thường. Bang tiếp nhận tương đối ít người nhập cư, và một ước tính rằng 10.000 hoặc ít hơn "các gia đình sáng lập" vào giữa thế kỷ 19 là tổ tiên của khoảng 65% cư dân của bang. Tính đến  năm 1996 có trên 80% người Tasmania sinh tại bang và gần 90% sinh tại Úc, New Zealand, Anh Quốc hoặc Ireland. Đa số cư dân có nguồn gốc Anh Quốc. Tính tuần nhất của cư dân khiến Tasmania trở thành một địa điểm thu hút để nghiên cứu di truyền học quần thể.
Cho đến năm 2012, Tasmania là bang duy nhất tại Úc có tổng tỷ suất sinh trên mức thay thế; mỗi phụ nữ Tasmania có trung bình 2,24 con. Tuy nhiên, dữ liệu cho thấy rằng vào năm 2012 tỷ suất sinh giảm xuống 2,1 con với mỗi phụ nữ, khiến bang rơi xuống ngưỡng thay thế. Tuy nhiên, tỷ suất sinh của bang vẫn cao thứ nhì tại Úc (sau Lãnh thổ phương Bắc).
Các trung tâm dân cư chính bao gồm Hobart, Launceston, Devonport, Burnie, và Ulverstone. Kingston thường được xác định như là một thành phố riêng song thường bị xem là bộ phận của Đại Hobart.
| Tên            | Dân số  |
| -------------- | ------- |
| Greater Hobart | 211.656 |
| Launceston     | 106.153 |
| Devonport      | 25.551  |
| Burnie         | 19.160  |
| Ulverstone     | 12.110  |

## Kinh tế
Theo truyền thống, các ngành kinh tế chính của Tasmania là khai mỏ (bao gồm đồng, kẽm, thiếc, và sắt), nông nghiệp, lâm nghiệp, và du lịch. Trong thập niên 1940 và 1950, một sáng kiến thủy công nghiệp hóa được hiện thực hóa tại bang thông qua Hydro Tasmania. Kinh tế biến động trong thế kỷ qua, liên quan đến các suy sụp và dòng di chuyển cư dân. Bang cũng có một lượng lớn các mặt hàng thực phẩm xuất khẩu, trong đó có hải sản (như cá hồi, bào ngư và tôm hùm).

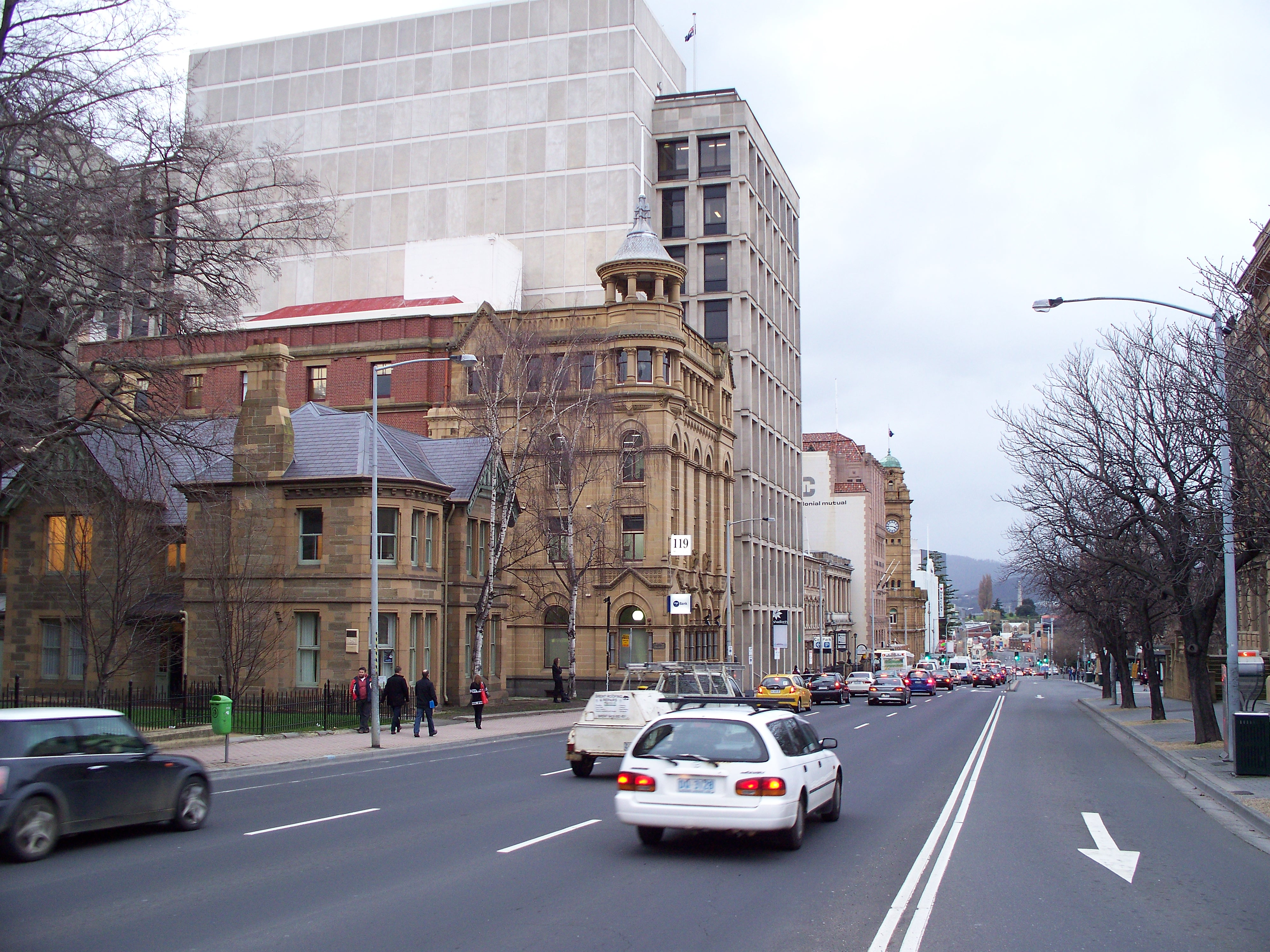
Đường Macquarie Street tại Hobart, thủ phủ và là thành phố lớn nhất bang

Trong thập niên 1960 và 1970, xảy ra tình trạng suy thoái nhanh chóng đối với các cây trồng truyền thống như táo và lê, các cây trồng khác và ngành kinh tế khác cuối cùng tăng vị thế của chúng. Trong vòng 15 năm cho đến năm 2010, các nông sản mới như rượu vang, nghệ tây, pyrethrum và anh đào được Viện Nghiên cứu nông nghiệp Tasmania xúc tiến.
Ngành chế tạo suy thoái trong thập niên 1990, dẫn đến việc một số cư dân được đào tạo và có kinh nghiệm làm việc trên đảo chuyển đến đại lục, đặc biệt là đến các trung tâm đô thị như Melbourne và Sydney. Tuy nhiên, kể từ năm 2001, kinh tế Tasma có cải thiện đáng kể. Điều kiện kinh tế thuận lợi trên toàn Úc, giá vé máy bay rẻ, và hay tuyến phà Spirit of Tasmania mới đóng góp cho ngành công nghiệp du lịch đang bùng nổ.
Khoảng 1,7% cư dân Tasmania làm việc cho chính phủ địa phương. Những nhà tuyển dụng lớn khác bao gồm Federal Group, sở hữu một vài khách sạn và hai sòng bạc của Tasmania, và Gunns Limited, công ty lâm nghiệp lớn nhất bang. Các doanh nghiệp nhỏ là một bộ phận lớn trong sinh hoạt cộng đồng, như International Catamarans, Moorilla Estate và Tassal. Trong thập niên 1990, nhiều công ty toàn quốc đặt các trung tâm điện thoại của họ tại bang sau khi tiếp cận được kết nối cáp quang băng thông rộng.

## Giao thông

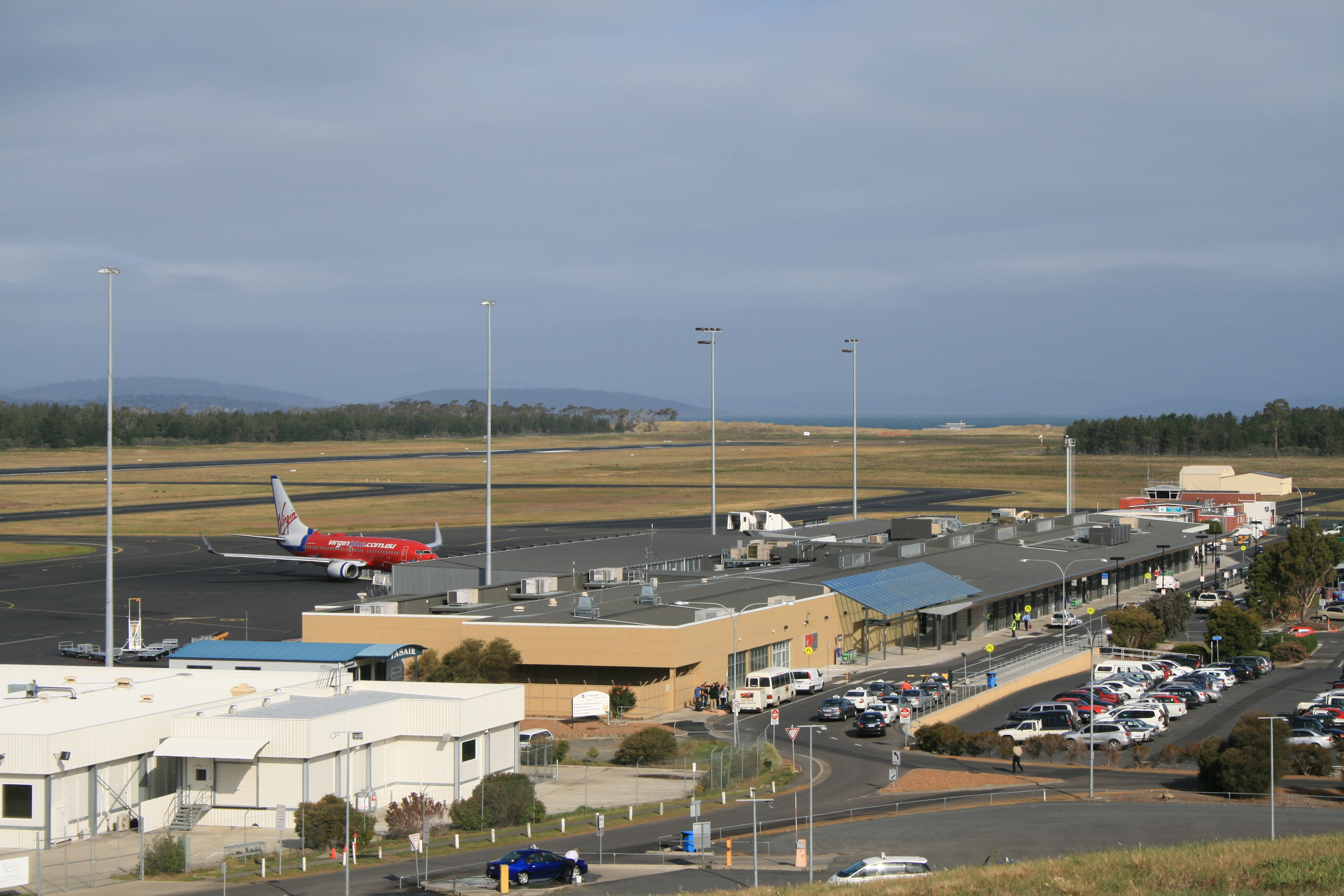
Quang cảnh sân bay quốc tế Hobart.

Các hãng hàng không chủ yếu của Tasmania là Jetstar Airways và Virgin Australia; Qantas, QantasLink và Regional Express Airlines có dịch vụ từ Tasmania. Các hãng hàng không này có các tuyến bay trực tiếp đến Brisbane, Canberra, Gold Coast, Melbourne và Sydney. Các cảng hàng không chính gồm có sân bay quốc tế Hobart (không có dịch vụ hàng không quốc tế dân dụng thường kỳ từ thập niên 199s) và sân bay Launceston; các sân bay nhỏ hơn, Burnie (Wynyard) và King Island do Regional Express cung cấp dịch vụ; và Devonport do QantasLink cung cấp; có dịch vụ đến Melbourne.
Tasmania, đặc biệt là Hobart, đóng vai trò là liên kết đại dương chủ yếu của Úc đến châu Nam Cực, với Cục châu Nam Cực Úc đặt tại Kingston. Hobart cũng là cảng nhà của tàu Pháp l'Astrolabe, vốn tiến hành cung cấp tiếp tế đến các lãnh thổ phương nam của Pháp gần và tại châu Nam Cực.
Trong nội bộ bang, hình thức vận chuyển chủ yếu là đường bộ. Kể từ thập niên 1980, nhiều xa lộ cấp bang được nâng cấp thường xuyên. Chúng bao gồm Hobart Southern Outlet, Launceston Southern Outlet, Bass Highway tái thiết, và Huon Highway. Giao thông công cộng do Metro Tasmania vận hành dịch vụ buýt các khu vực đô thị, còn Redline, Tassielink và Callows Coaches cung cấp dịch vụ buýt giữa các trung tâm cư dân.
Giao thông đường sắt tại Tasmania gồm các tuyến khổ hẹp đến toàn bộ bốn trung tâm cư dân chính và đến các khu khai mỏ và lâm nghiệp tại bờ biển phía tây và tại tây bắc. Dịch vụ do TasRail vận hành. Dịch vụ vận chuyển đường sắt định kỳ trong bang bị ngưng vào năm 1977; các đoàn tàu địch kỳ hiện chỉ chở hàng, song có các đoàn tàu du lịch tại các khu vực cụ thể.
Cảng Hobart là cảng tự nhiên nước sâu. Có một lượng đáng kể tàu thương mại và tiêu khiển trong bến cảng và cảng định kỳ có các tàu du lịch và đôi khi có tàu quân sự. Tuyến hàng hải nội địa giữa Tasmanian và đại lục là phà qua eo biển Bass được vận hành bởi TT-Line (Tasmania) do chính phủ Tasmania sở hữu.